# Chrysotypus subflavus
Chrysotypus subflavus är en fjärilsart som beskrevs av Paul E. Whalley 1971. Chrysotypus subflavus ingår i släktet Chrysotypus och familjen Thyrididae. Inga underarter finns listade i Catalogue of Life.